# 4341 Poseidon
4341 Poseidon (1987 KF) là một Apollo asteroid và vật thể gần Trái Đất được phát hiện ngày 29 tháng 5 năm 1987 bởi Carolyn S. Shoemaker ở Đài thiên văn Palomar.